# Pistolet Browning Buck Mark
Browning Buck Mark – seria pistoletów belgijskiej firmy Browning, broń sportowa, precyzyjna, małokalibrowa.
Do serii tej należą modele:
- Browning Buck Mark Gold
- Browning Buck Mark Gold Target
- Browning Buck Mark Plus
- Browning Buck Mark Silhouette
- Browning Buck Mark Target
- Browning Buck Mark Varmint